# Coccygidium sudanense
Coccygidium sudanense är en stekelart som först beskrevs av Charles Joseph Gahan 1915.  Coccygidium sudanense ingår i släktet Coccygidium och familjen bracksteklar. Inga underarter finns listade i Catalogue of Life.